# Jonathan Gullis
Jonathan Edward Gullis (né le 9 janvier 1990) est un homme politique du Parti conservateur britannique, qui est député pour Stoke-on-Trent Nord de 2019 à 2024.

## Éducation
Gullis fréquente le Princethorpe College, une école indépendante près de Rugby. Il étudie les relations internationales et le droit à l'Université d'Oxford Brookes et à l'Institut d'éducation de l'UCL.

## Carrière
Gullis est élu conseiller conservateur dans le quartier Shipston de Stratford-upon-Avon en mai 2011, jusqu'à ce qu'il démissionne en octobre 2012 après avoir pris un poste d'enseignant à Londres.
Il se présente à Washington et à Sunderland West aux élections générales de 2017, mais perd face à la députée travailliste sortante Sharon Hodgson. 
Gullis est élu député de Stoke-on-Trent Nord en 2019, battant la travailliste Ruth Smeeth et devenant le premier conservateur à représenter la circonscription. Au moment de son élection, Gullis est employé comme instituteur à la Fairfax School de Sutton Coldfield, et est le représentant syndical de l'école,.
En juin 2020, Gullis présente un projet de loi sur la règle des dix minutes qui introduirait des peines d'emprisonnement pouvant aller jusqu'à 14 ans pour ceux qui profanent des monuments aux morts.
Gullis est membre du Groupe de recherche européen et soutient parlementaire de Freer, une initiative gérée par l'Institut des affaires économiques.

## Vie privée
En mars 2020, dans le cadre d'une campagne de sensibilisation à la santé mentale menée par le Stoke Sentinel, Gullis révèle qu'il a souffert de dépression, d'automutilation et de pensées suicidaires tout au long de sa vie.
Il a une fille avec sa partenaire, Nkita,.